# Cal Rius (Gelida)
Cal Rius és una casa de Gelida (Alt Penedès) protegida com a Bé Cultural d'Interès Local.

## Descripció
El casal actual és el resultat del conjunt de diferents propietats. Així es troba una masia i un conjunt de cases que la més antiga és del segle xiv. En segles posteriors s'han fet reformes i ampliacions. Les darreres durant el segle XX en què es transformà tot l'entorn i la mateixa casa. Es conserven, però elements antics. Les darreres reformes han estat al segle xxi.